# Less Than the Dust
Less Than the Dust é um filme mudo do gênero drama produzido nos Estados Unidos e lançado em 1916. O filme foi produzido e estrelado por Mary Pickford com um lançamento da Artcraft Pictures, uma afiliada da Paramount Pictures